# Secret Crush〜사랑 멈출 수 없다〜/MY ID
《Secret Crush〜사랑 멈출 수 없다〜 /MY ID》(Secret Crush〜恋やめられない〜/MY ID)는 강지영의 다섯 번째 일본 싱글이다. 
<MY ID>는 가사 대부분이 영어로 되어 있다.

## 수록곡
1. Secret Crush ～恋やめられない～
  - 작사: JY, 야마모토 카츠히코, 작곡: Sam Hollander・ Josh Edmondson ・Charity Daw
  - 영화《리벤지 Girl》 주제가[1]
2. MY ID
  - 작사: 와키사카 마유, 작곡: Claire Rodrigues Lee・Bruce Fielder・Ricky Hanley
  - 드라마 《오펀 블랙~일곱 개의 유전자~》 주제가
3. Secret Crush ～恋やめられない～ (Piano Slow Edit)

## 초회 생산 한정반
- Secret Crush ～恋やめられない～ -Music Video-
- MY ID -Music Video-